# Lame (materijal)
Lame (lamé) je vrsta tkanine protkane ili upredene sa tankim metalnim nitima. Obično su zlatne i srebrne, a ponekad bakarne boje. Vrste lamea se razlikuju u zavisnosti od sastava ostalih vlakana u tkanini. Zbog proklizavanja šavova i prediva nije pogodan za odeću koja se često nosi.
Lame se koristi u izradi odeće za večernje izlaske, za haljine, pozorišne i plesne kostime. U jednom trenutku sveprisutni lame bio je omiljeni materijal za izradu futurističkih kostima u naučnofantastičnim filmovima.
Zbog svojstva provodljivosti lame se koristi u sportskom mačevanju. Odela za mačevanje na važećim površinama (za udarce) imaju provodljivi plastron. Odgovarajuće ožičenje spaja oružje (floreta ili sablje) sa tim površinama i svaki dodir oružja zatvara strujno kolo i na taj način sudije beleže udarce.